# Julien Boisselier
Julien Boisselier (Nantes, 26 maggio 1970) è un attore francese.

## Filmografia parziale

### Cinema
- Uneasy Riders (Nationale 7), regia di Jean-Pierre Sinapi (2000)
- Azzurro, regia di Denis Rabaglia (2000)
- Quand on sera grand, regia di Renaud Cohen (2000)
- Les portes de la gloire, regia di Christian Merret-Palmair (2001)
- Un jeu d'enfants, regia di Laurent Tuel (2001)
- Bloody Mallory, regia di Julien Magnat (2002)
- Aime ton père, regia di Jacob Berger (2002)
- Nos enfants chéris, regia di Benoît Cohen (2003)
- Clara et moi, regia di Arnaud Viard (2004)
- Cash Truck (Le convoyeur), regia di Nicolas Boukhrief (2004)
- Il piacere è tutto mio (Tout le plaisir est pour moi), regia di Isabelle Broué (2004)
- J'me sens pas belle, regia di Bernard Jeanjean (2004)
- On va s'aimer, regia di Ivan Calbérac (2006)
- Je vais bien, ne t'en fais pas, regia di Philippe Lioret (2006)
- Cortex, regia di Nicolas Boukhrief (2008)
- Fatal Agents (Les femmes de l'ombre), regia di Jean-Paul Salomé (2008)
- Vampire Party (Les dents de la nuit), regia di Stephen Cafiero e Vincent Lobelle (2008)
- Henri 4, regia di Jo Baier (2010)
- Gardiens de l'ordre, regia di Nicolas Boukhrief (2010)
- Notte bianca (Nuit blanche), regia di Frédéric Jardin (2011)
- Chef (Comme un chef), regia di Daniel Cohen (2012)
- Jamais le premier soir, regia di Mélissa Drigeard (2014)
- La liste de mes envies, regia di Didier Le Pêcheur (2014)
- Fastlife, regia di Thomas Ngijol (2014)
- SMS, regia di Gabriel Julien-Laferrière (2014)
- Bis - Ritorno al passato (Bis), regia di Dominique Farrugia (2015)
- Marseille, regia di Kad Merad (2016)
- Separati ma non troppo (Sous le même toit), regia di Dominique Farrugia (2017)
- Un amore sopra le righe (Mr & Mme Adelman), regia di Nicolas Bedos (2017)
- Vite segrete (Et mon coeur transparent), regia di David Vital-Durand e Raphaël Vital-Durand (2017)
- Al lupo al lupo falso allarme! (Quand on crie au loup), regia di Marilou Berry (2019)

### Televisione
- Dans un grand vent de fleurs - miniserie TV, 6 episodi (1996)
- Des fleurs pour Algernon - film TV (2006)
- Xanadu - Una famiglia a luci rosse (Xanadu) - serie TV, 8 episodi (2011)
- Mange - film TV (2012)
- Vive la colo! - serie TV, 12 episodi (2012-2013)
- Chefs - serie TV, 4 episodi (2016)
- Contact - serie TV, 5 episodi (2017)
- Quadras - serie TV, 8 episodi (2017)
- Nina - serie TV, 21 episodi (2018-2019)
- Mise à nu - film TV (2021)
- Visions - miniserie TV, 6 episodi (2022)